# Tradicijska okućnica (Velika Gorica)
Tradicijska okućnica u mjestu Buševec, u općini Velika Gorica je zaštićeno kulturno dobro.

## Opis
Kuća je katnica izduženoga tlocrta, natkrivena dvostrešnim krovištem pokrivenim biber crijepom. Na glavnom južnom pročelju je dvokrako stubište, a vodi na vanjski trijem koji se proteže uz dio dužeg i cijelo zapadno uže pročelje. Kapić, mjesto gdje se stube spajaju na katu, blago je istaknut i natkriven dvostrešnim krovištem. Kapić ispred ulaza u prizemlju također je natkriven dvostrešnim krovištem. Prizemlje je zidano opekom i starinskim betonskim kvadrima koji su reljefno dekorirani vegetacijskim motivima. Katni dio je od hrastovih planjki koje su na uglovima spojene tesarskim vezom te na nekoliko točaka poberuhima, a ukrućene su i drvenim klinovima. Zabatni trokuti glavnog krovišta kao i oba kapića ispred ulaza zatvoreni su piljenim daskama postavljenim u dva plana. Njihovi donji rubovi te vjetrovna letva bogato su ukrašeni rezbarenjem.

## Zaštita
Pod oznakom Z-5743 zaveden je kao nepokretno kulturno dobro - pojedinačno, pravna statusa zaštićena kulturnog dobra, klasificirano kao "sakralna graditeljska baština".